# ورگر
ورگر، روستایی از توابع بخش مرکزی شهرستان آبدانان در استان ایلام ایران است.

## جمعیت
این روستا در دهستان جابرانصار قرار دارد و براساس سرشماری مرکز آمار ایران در سال ۱۳۸۵، جمعیت آن ۴۵ نفر (۱۳خانوار) بوده‌است.